# Athlétisme aux Jeux d'Amérique centrale et des Caraïbes de 2002
Navigation
Maracaibo 1998 Carthagène des Indes 2006
Les épreuves d'athlétisme des Jeux d'Amérique centrale et des Caraïbes de 2002 ont eu lieu du 19 au 30 novembre 2002 à San Salvador au Salvador.

## Résultats

### Hommes
| Épreuve | Or                                    | Or              | Argent                               | Argent          | Bronze                                     | Bronze          |
| --- | ------------------------------------- | --------------- | ------------------------------------ | --------------- | ------------------------------------------ | --------------- |
| 100 m | Dion Crabbe Îles Vierges britanniques | 10 s 28 w       | Jesús Carrión Porto Rico             | 10 s 32 w       | Rolando Blanco Guatemala                   | 10 s 34 w       |
| 200 m | Juan Pedro Toledo Mexique             | 20 s 97         | Christopher Williams Jamaïque        | 21 s 04         | José Carabalí Venezuela                    | 21 s 13         |
| 400 m | Carlos Santa République dominicaine   | 45 s 83         | Lansford Spence Jamaïque             | 46 s 31         | Juan Pedro Toledo Mexique                  | 46 s 79         |
| 800 m | José Manuel González Venezuela        | 1 min 48 s 71   | Jermaine Myers Jamaïque              | 1 min 48 s 89   | Marvin Watts Jamaïque                      | 1 min 49 s 11   |
| 1 500 m | Juan Luis Barrios Mexique             | 3 min 43 s 71   | Alex Greaux Porto Rico               | 3 min 45 s 75   | Michael Tomlin Jamaïque                    | 3 min 49 s 33   |
| 5 000 m | Pablo Olmedo Mexique                  | 14 min 07 s 82  | Freddy González Venezuela            | 14 min 08 s 45  | José David Galván Mexique                  | 14 min 11 s 95  |
| 10 000 m | Pablo Olmedo Mexique                  | 28 min 36 s 67  | Teodoro Vega Mexique                 | 28 min 42 s 86  | William Naranjo Colombie                   | 29 min 12 s 23  |
| Marathon | Procopio Franco Mexique               | 2 h 17 min 38 s | Luis Fonseca Venezuela               | 2 h 20 min 13 s | Juan Carlos Cardona Colombie               | 2 h 21 min 27 s |
| 3000 m steeple | Alex Greaux Porto Rico                | 8 min 42 s 39   | Salvador Miranda Mexique             | 8 min 48 s 18   | Néstor Nieves Venezuela                    | 8 min 53 s 56   |
| 110 m haies | Dudley Dorival Haïti                  | 13 s 82w        | Paulo Villar Colombie                | 13 s 94w        | Ricardo Melbourne Jamaïque                 | 14 s 02w        |
| 400 m haies | Oscar Juanz Mexique                   | 50 s 46         | Miguel García République dominicaine | 51 s 05         | Roberto Carvajal Mexique                   | 51 s 62         |
| Saut en hauteur | Gerardo Martínez Mexique              | 2,18            | Omar Camacho Porto Rico              | 2,15            | Gilmar Mayo Colombie                       | 2,15            |
| Saut à la perche | Dominic Johnson Sainte-Lucie          | 5,41            | Jorge Tienda Mexique                 | 5,00            | Oscar Hernández Salvador                   | 4,70            |
| Saut en longueur | Sergio Sauceda Mexique                | 7,48            | José Mercedes République dominicaine | 7,32            | Kevin Arthurton Saint-Christophe-et-Niévès | 7,26            |
| Triple saut | Alvin Rentería Colombie               | 15,57           | Johnny Rodríguez Venezuela           | 15,42           | Wayne McSween Grenade                      | 15,12           |
| Lancer du poids | Yojer Medina Venezuela                | 19,63           | Manuel Repollet Porto Rico           | 16,93           | José Ventura République dominicaine        | 16,46           |
| Lancer du disque | Héctor Hurtado Venezuela              | 55,43           | Alfredo Romero Porto Rico            | 52,87 m         | Yojer Medina Venezuela                     | 51,98 m         |
| Lancer du marteau | Raúl Rivera Guatemala                 | 65,99 m         | Santos Vega Porto Rico               | 65,35 m         | Aldo Bello Venezuela                       | 65,35 m         |
| Lancer du javelot | Manuel Fuenmayor Venezuela            | 75,32 m         | Noraldo Palacios Colombie            | 75,11 m         | Ronald Noguera Venezuela                   | 74,91 m         |
| 20 km marche | Alejandro López Mexique               | 1 h 26 min 32 s | Luis Fernando García Guatemala       | 1 h 27 min 51 s | Fredy Hernández Colombie                   | 1 h 28 min 48 s |
| 4 × 100 m | République dominicaine                | 39 s 41         | Venezuela                            | 39 s 87         | Trinité-et-Tobago                          | 40 s 08         |
| 4 × 400 m | République dominicaine                | 3 min 04 s 15   | Jamaïque                             | 3 min 05 s 40   | Venezuela                                  | 3 min 05 s 71   |
| Records et Performances - AR : Record continental (area record) - CR : Record des championnats (championship record) - MR : Record du meeting (meet record) - NR : Record national (national record) - OR : Record olympique (olympic record) - PR : Record paralympique (paralympic record) - PB : Record personnel (personal best) - SB : Meilleure performance personnelle de la saison (season's best) - WL : Meilleure performance mondiale de l'année (world leader) - WJR : Record du monde junior (world junior record) - WR : Record du monde (world record) Circonstances et Conditions - DNF : N'a pas terminé (did not finish) - DNS : N'a pas pris le départ (did not start) - DQ : Disqualification (disqualification) - NM : Aucun essai valable enregistré (No Mark) - Q : Qualifié « directement » au prochain tour (ou à la prochaine compétition), lors d'une compétition majeure, grâce au classement ou à la réalisation des minima (automatic qualifier) - q : Qualifié au prochain tour (ou à la prochaine compétition), lors d'une compétition majeure, grâce au repêchage ou à la réalisation de l'une des meilleures performances parmi celles des « non qualifiés directement » (grâce au meilleur temps ou à la meilleure distance par exemple) (secondary qualifier) |                                       |                 |                                      |                 |                                            |                 |

### Femmes
| Épreuve | Or                                        | Or              | Argent                               | Argent          | Bronze                                 | Bronze          |
| --- | ----------------------------------------- | --------------- | ------------------------------------ | --------------- | -------------------------------------- | --------------- |
| 100 m | Liliana Allen Mexique                     | 11 s 34 w       | Heather Samuel Antigua-et-Barbuda    | 11 s 44 w       | Melocia Clarke Jamaïque                | 11 s 57 w       |
| 200 m | Liliana Allen Mexique                     | 23 s 34         | Norma González Colombie              | 23 s 73         | Heather Samuel Antigua-et-Barbuda      | 24 s 13         |
| 400 m | Ana Guevara Mexique                       | 51 s 87         | Eliana Pacheco Venezuela             | 53 s 18         | Clara Hernández République dominicaine | 53 s 81         |
| 800 m | Letitia Vriesde Suriname                  | 2 min 04 s 50   | Lizaira Del Valle Porto Rico         | 2 min 06 s 09   | Gabriela Medina Mexique                | 2 min 06 s 55   |
| 1 500 m | Dulce Rodríguez Mexique                   | 4 min 18 s 91   | Korene Hinds Jamaïque                | 4 min 22 s 03   | Bertha Sánchez Colombie                | 4 min 27 s 75   |
| 5 000 m | Dulce Rodríguez Mexique                   | 16 min 38 s 92  | Bertha Sánchez Colombie              | 16 min 39 s 23  | Nora Rocha Mexique                     | 16 min 42 s 18  |
| Marathon | Isabel Orellana Mexique                   | 2h 54 min 14 s  | Paola Cabrera Mexique                | 2 h 56 min 05 s | Lourdes Cruz Porto Rico                | 2 h 59 min 46 s |
| 100 m haies | Dionne Rose-Henley Jamaïque               | 13 s 67         | Princesa Oliveros Colombie           | 13 s 72         | Nadine Faustin Haïti                   | 13 s 84         |
| 400 m haies | Yvonne Harrison Porto Rico                | 57 s 39         | Yamelis Ortiz Porto Rico             | 57 s 52         | Princesa Oliveros Colombie             | 57 s 72         |
| Saut en hauteur | Juana Arrendel République dominicaine     | 1,97 m          | Romary Rifka Mexique                 | 1,85 m          | Caterine Ibargüen Colombie             | 1,79 m          |
| Saut à la perche | Milena Agudelo Colombie                   | 3,90 m          | Alejandra Meza Mexique               | 3,80 m          | Andrea Zambrana Porto Rico             | 3,80 m          |
| Saut en longueur | María Espencer République dominicaine     | 6,20 m          | Yuridia Bustamante Mexique           | 6,11 m          | Yesenia Rivera Porto Rico              | 6,03 m          |
| Triple saut | María Espencer République dominicaine     | 13,57 m         | Caterine Ibargüen Colombie           | 13,17 m         | Jennifer Arveláez Venezuela            | 13,10 m         |
| Lancer du poids | Fior Vásquez République dominicaine       | 17,04 m         | Luz Dary Castro Colombie             | 15,98 m         | Isabella Charles Dominique             | 12,84 m         |
| Lancer du disque | Luz Dary Castro Colombie                  | 55,11 m         | Flor Acosta Mexique                  | 48,12 m         | Ana Lucía Espinoza Guatemala           | 46,61 m         |
| Lancer du marteau | Amarilys Alméstica Porto Rico             | 60,39 m         | Violeta Guzmán Mexique               | 58,48 m         | Nancy Guillén Salvador                 | 57,10 m         |
| Lancer du javelot | Zuleima Araméndiz Colombie                | 56,63 m         | Sabina Moya Colombie                 | 55,73 m         | Nereida Ríos Mexique                   | 46,51 m         |
| Heptathlon | Francia Manzanillo République dominicaine | 5 279 pts       | Yudith Méndez République dominicaine | 5 261 pts       | Nyota Peters Guyana                    | 4 657 pts       |
| 20 km marche | Victoria Palacios Mexique                 | 1 h 36 min 16 s | Rosario Sánchez Mexique              | 1 h 36 min 44 s | Teresita Collado Guatemala             | 1 h 42 min 07 s |
| 4 × 100 m | Colombie                                  | 45 s 34         | Salvador                             | 46 s 95         | Jamaïque                               | 50 s 62         |
| 4 × 400 m | Mexique                                   | 3 min 31 s 24   | Porto Rico                           | 3 min 35 s 94   | Venezuela                              | 3 min 37 s 86   |
| Records et Performances - AR : Record continental (area record) - CR : Record des championnats (championship record) - MR : Record du meeting (meet record) - NR : Record national (national record) - OR : Record olympique (olympic record) - PR : Record paralympique (paralympic record) - PB : Record personnel (personal best) - SB : Meilleure performance personnelle de la saison (season's best) - WL : Meilleure performance mondiale de l'année (world leader) - WJR : Record du monde junior (world junior record) - WR : Record du monde (world record) Circonstances et Conditions - DNF : N'a pas terminé (did not finish) - DNS : N'a pas pris le départ (did not start) - DQ : Disqualification (disqualification) - NM : Aucun essai valable enregistré (No Mark) - Q : Qualifié « directement » au prochain tour (ou à la prochaine compétition), lors d'une compétition majeure, grâce au classement ou à la réalisation des minima (automatic qualifier) - q : Qualifié au prochain tour (ou à la prochaine compétition), lors d'une compétition majeure, grâce au repêchage ou à la réalisation de l'une des meilleures performances parmi celles des « non qualifiés directement » (grâce au meilleur temps ou à la meilleure distance par exemple) (secondary qualifier) |                                           |                 |                                      |                 |                                        |                 |

## Tableau des médailles
| Rang | Nation                     | Or | Argent | Bronze | Total |
| ---- | -------------------------- | -- | ------ | ------ | ----- |
| 1    | Mexique                    | 17 | 10     | 6      | 33    |
| 2    | République dominicaine     | 8  | 3      | 2      | 13    |
| 3    | Colombie                   | 5  | 8      | 7      | 20    |
| 4    | Venezuela                  | 4  | 5      | 8      | 17    |
| 5    | Porto Rico                 | 3  | 9      | 3      | 15    |
| 6    | Jamaïque                   | 1  | 5      | 5      | 11    |
| 7    | Guatemala                  | 1  | 1      | 3      | 5     |
| 8    | Haïti                      | 1  | 0      | 1      | 2     |
| 9    | Îles Vierges britanniques  | 1  | 0      | 0      | 1     |
| 9    | Suriname                   | 1  | 0      | 0      | 1     |
| 9    | Sainte-Lucie               | 1  | 0      | 0      | 1     |
| 12   | Salvador                   | 0  | 1      | 2      | 3     |
| 13   | Antigua-et-Barbuda         | 0  | 1      | 1      | 2     |
| 14   | Dominique                  | 0  | 0      | 1      | 1     |
| 14   | Saint-Christophe-et-Niévès | 0  | 0      | 1      | 1     |
| 14   | Grenade                    | 0  | 0      | 1      | 1     |
| 14   | Guyana                     | 0  | 0      | 1      | 1     |
| 14   | Trinité-et-Tobago          | 0  | 0      | 1      | 1     |